# バーンダンス

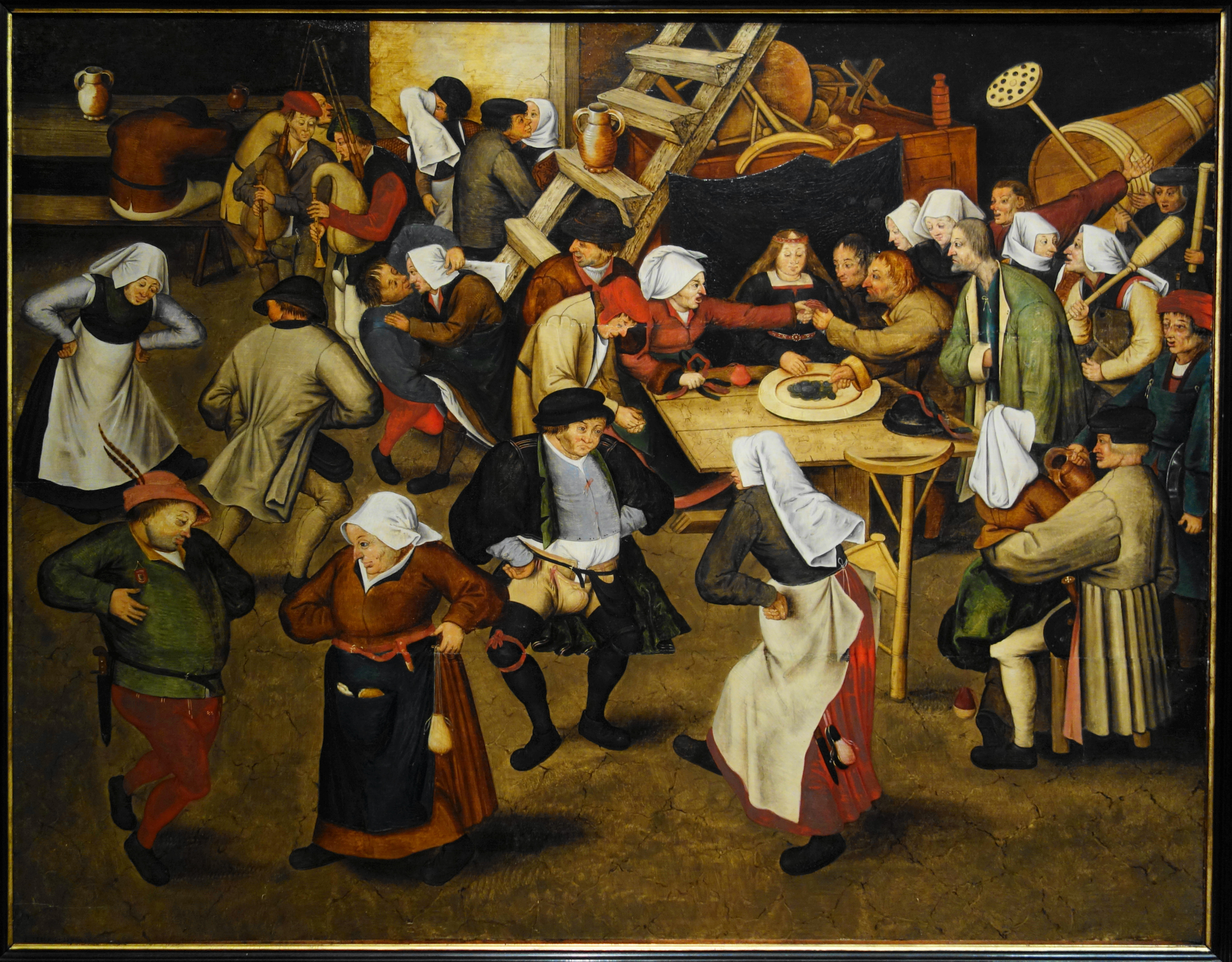
婚礼でのバーンダンスを描いたピーテル・ブリューゲルの絵 (1616年頃)。

バーンダンス（英語: barn dance）は、直訳すると「納屋の踊り」を意味する。伝統音楽や民族音楽にあわせた昔ながらの民族舞踊で、しばしば納屋で行われるようなものを指すが、今日ではもっとダンスにふさわしい場所で行われることも多い。

「バーンダンス」という言葉は通常、家族やコミュニティのイベントで、普段はそれほどダンスをしないような人々に結びつけられて用いられる。このため、ダンスの指示を出すコーラー(caller)はふつう誰でも参加できるようなやさしい振付のダンスをさせる。

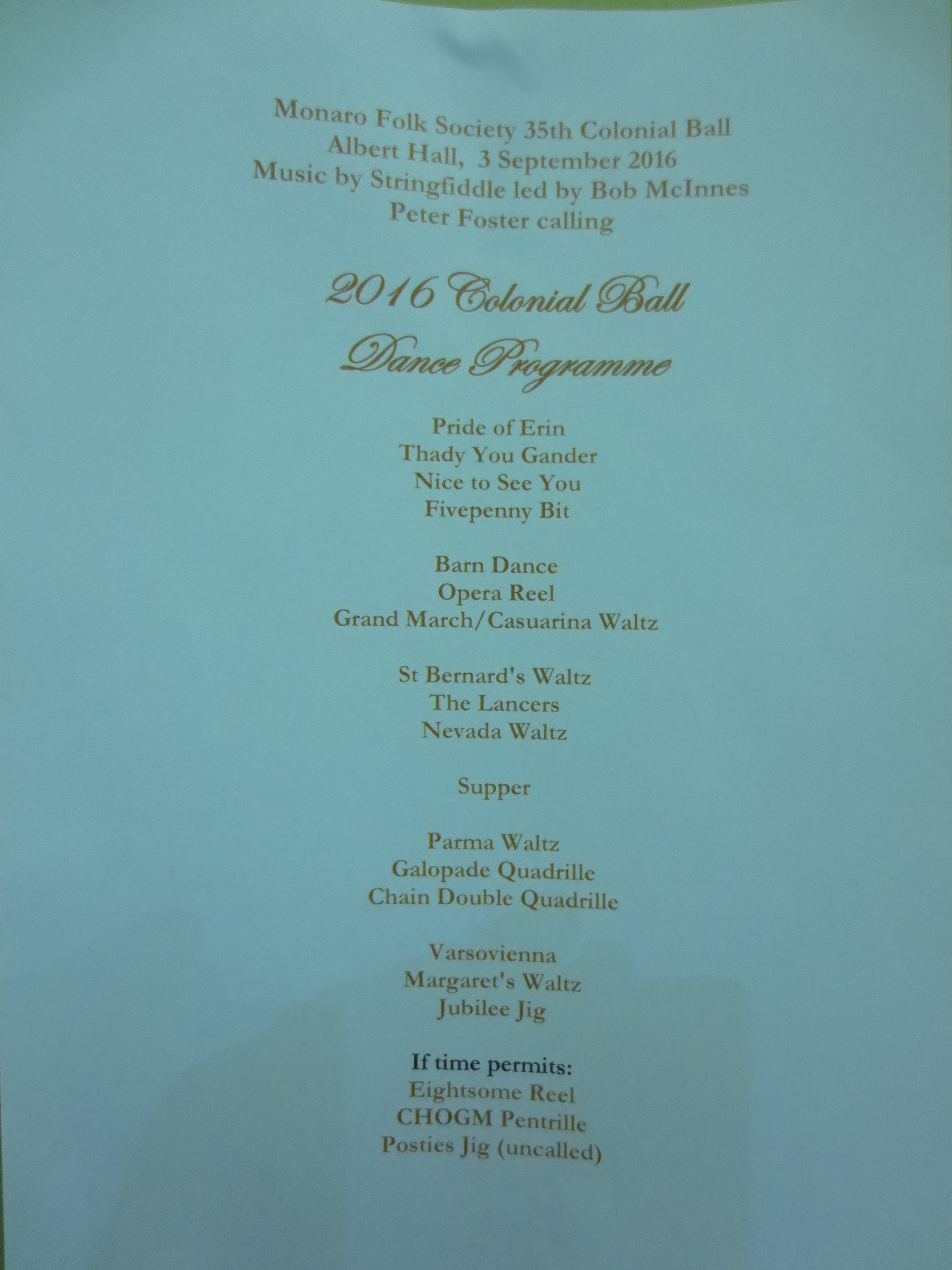
バーンダンスを含むダンスプログラム(2016)。

バーンダンスは伝統的なアイルランド音楽やスコットランド音楽を用いたケイリであることもあり、どちらの形式にも馴染みのない者はこのふたつの言葉を混同することもある。しかしながら、バーンダンスではスクエアダンスやコントラダンス、イングランドのカントリー・ダンス、カントリー・アンド・ウェスタンにあわせたダンスなど、あらゆる種類のダンスが行われることがあり、しばしばライヴバンドやコーラーがいる。  
アイルランドではバーンダンスは社交のための舞踊として1950年代まで人気があり、四分の四拍子の曲にあわせて踊られることが多かった。  

## ラジオにおけるバーンダンス
シカゴのラジオ局WLSはラジオフォーマットとしての「バーンダンス」を発展させたと言われており、これはアメリカ合衆国におけるカントリー・ミュージックの普及と大きく結びついている。ジョージ・D・ヘイがホスト及びアナウンサーとなって、1924年4月19日からオールド・タイム・フィドルを演奏するラジオ番組『ナショナルバーンダンス』が始まった。1年後にヘイはテネシー州ナッシュヴィルに引っ越し、オールド・タイム・フィドルの奏者を率いて『WSMバーンダンス』を始めた。このショーは今では『グランド・オール・オプリ』として知られており、今でも放送されている。アメリカ合衆国全体のAMラジオで似たような番組が放送されるようになり、ウェストヴァージニア州のホイーリングでは『WWVAジャンボリー』が1933年に、ケンタッキー州では『レンフロ・ヴァリー・バーンダンス』が1939年に、ルイジアナ州では『ルイジアナ・ヘイライド』が1948年に、テネシー州では『テネシー・ジャンボリー』が1953年に、オザークでは『オザーク・ジャンボリー』が1954年に放送開始した。初期のヴァラエティショーという形で、1950年代から1960年代はじめにはテレビでもバーンダンスは人気があったが、その後流行は衰退した。